# Lepidobatrachus
Lepidobatrachus – rodzaj płazów bezogonowych z rodziny Ceratophryidae.

## Zasięg występowania
Rodzaj obejmuje gatunki występujące w Paragwaju, Boliwii, Brazylii i Argentynie.

## Systematyka

### Etymologia
Lepidobatrachus: łac. lepidus „uroczy, elegancki”, od lepos, leporis „urok”; gr. βατραχος batrakhos „żaba”.

### Podział systematyczny
Do rodzaju należą następujące gatunki:
- Lepidobatrachus asper Budgett, 1899
- Lepidobatrachus laevis Budgett, 1899 – napastnica granchacońska[5]
- Lepidobatrachus llanensis Reig & Cei, 1963